# Leomil (Almeida)
Leomil is een plaats (freguesia) in de Portugese gemeente Almeida en telt 134 inwoners (2001).